# 20 kilomètres marche masculin aux championnats du monde d'athlétisme 2011
Navigation
Berlin 2009 Moscou 2013
L'épreuve du 20 km marche masculin des championnats du monde de 2011 s'est déroulée le 28 août 2011 dans la ville de Daegu en Corée du Sud avec un départ et une arrivée au Gukchae-bosang Memorial Park. Elle est remportée par le Colombien Luis López après disqualification pour dopage en 2015 des deux premiers de l'épreuve, les Russes Valeriy Borchin et Vladimir Kanaykin,.

## Records et performances

### Records
Les records du 20 km marche hommes (mondial, des championnats et par continent) étaient avant les championnats 2011 les suivants.
| Record                    | Athlète             | Pays      | Temps           | Lieu              | Date              |
| ------------------------- | ------------------- | --------- | --------------- | ----------------- | ----------------- |
| Record du monde           | Vladimir Kanaykin   | Russie    | 1 h 17 min 16 s | Saransk           | 29 septembre 2007 |
| Record des championnats   | Jefferson Pérez     | Équateur  | 1 h 17 min 21 s | Paris Saint-Denis | 23 août 2003      |
| Record d'Afrique          | Hatem Ghoula        | Tunisie   | 1 h 19 min 02 s | Eisenhüttenstadt  | 10 mai 1997       |
| Record d'Asie             | Zhu Hongjun         | Chine     | 1 h 17 min 41 s | Cixi              | 23 octobre 2000   |
| Record d'Amérique du Nord | Julio René Martínez | Guatemala | 1 h 17 min 46 s | Eisenhüttenstadt  | 8 mai 1999        |
| Record d'Amérique du Sud  | Jefferson Pérez     | Équateur  | 1 h 17 min 21 s | Paris Saint-Denis | 23 août 2003      |
| Record d'Europe           | Vladimir Kanaykin   | Russie    | 1 h 17 min 16 s | Saransk           | 29 septembre 2007 |
| Record d'Océanie          | Nathan Deakes       | Australie | 1 h 17 min 33 s | Cixi              | 23 avril 2005     |

### Meilleures performances de l'année 2011
Les dix athlètes les plus rapides de l'année sont, avant les championnats (au 14 août 2011), les suivants (mais il s'agit de temps réalisés sur piste, dits de 20 000 m et non pas sur route et ne sont donc pas significatifs).
|    | Athlète          | Pays      | Temps           | Date            |
| -- | ---------------- | --------- | --------------- | --------------- |
| 1  | Andrés Chocho    | Équateur  | 1 h 20 min 23 s | 5 juin 2011     |
| 2  | Gustavo Restrepo | Colombie  | 1 h 20 min 36 s | 5 juin 2011     |
| 3  | Yerko Araya      | Chili     | 1 h 20 min 47 s | 5 juin 2011     |
| 4  | Caio Bonfim      | Brésil    | 1 h 20 min 58 s | 5 juin 2011     |
| 5  | James Rendón     | Colombie  | 1 h 21 min 13 s | 5 juin 2011     |
| 6  | Gurmeet Singh    | Inde      | 1 h 23 min 05 s | 10 février 2011 |
| 7  | Juan Manuel Cano | Argentine | 1 h 23 min 09 s | 5 juin 2011     |
| 8  | Mauricio Arteaga | Équateur  | 1 h 23 min 46 s | 5 juin 2011     |
| 9  | Recep Çelik      | Turquie   | 1 h 23 min 49 s | 7 mai 2011      |
| 10 | Evan Dunfee      | Canada    | 1 h 25 min 15 s | 25 juin 2011    |

## Critères de qualification
Pour se qualifier pour les Championnats, il fallait avoir réalisé moins de 1 h 22 min 30 s (finale A) et 1 h 24 min 00 s (finale B) entre le 1er janvier 2010 et le 15 août 2011.

## Résultats
| Rang               | Athlète             | Nationalité  | Temps           | Notes |
| ------------------ | ------------------- | ------------ | --------------- | ----- |
| —                  | Valeriy Borchin     | Russie       | 1 h 19 min 56 s | DQ    |
| —                  | Vladimir Kanaykin   | Russie       | 1 h 20 min 27 s | DQ    |
| Médaille d'or      | Luis López          | Colombie     | 1 h 20 min 38 s | SB    |
| Médaille d'argent  | Wang Zhen           | Chine        | 1 h 20 min 54 s |       |
| Médaille de bronze | Stanislav Emelyanov | Russie       | 1 h 21 min 11 s |       |
| 4                  | Kim Hyun-sub        | Corée du Sud | 1 h 21 min 17 s |       |
| 5                  | Ruslan Dmytrenko    | Ukraine      | 1 h 21 min 31 s | SB    |
| 6                  | Yusuke Suzuki       | Japon        | 1 h 21 min 39 s |       |
| 7                  | Alex Schwazer       | Italie       | 1 h 21 min 50 s | SB    |
| 8                  | Erick Barrondo      | Guatemala    | 1 h 22 min 08 s |       |
| 9                  | Chu Yafei           | Chine        | 1 h 22 min 10 s |       |
| —                  | Sergey Morozov      | Russie       | 1 h 22 min 37 s | DQ    |
| 10                 | Wang Hao            | Chine        | 1 h 22 min 49 s |       |
| 11                 | Matej Tóth          | Slovaquie    | 1 h 22 min 55 s |       |
| 12                 | Eder Sánchez        | Mexique      | 1 h 23 min 05 s |       |
| 13                 | João Vieira         | Portugal     | 1 h 23 min 26 s |       |
| 14                 | Miguel Ángel López  | Espagne      | 1 h 23 min 41 s |       |
| 15                 | Anton Kucmin        | Slovaquie    | 1 h 23 min 57 s |       |
| 16                 | James Rendón        | Colombie     | 1 h 23 min 08 s | SB    |
| 17                 | Horacio Nava        | Mexique      | 1 h 23 min 15 s |       |

## Légende
Records et Performances
- AR : Record continental (area record)
- CR : Record des championnats (championship record)
- MR : Record du meeting (meet record)
- NR : Record national (national record)
- OR : Record olympique (olympic record)
- PR : Record paralympique (paralympic record)
- PB : Record personnel (personal best)
- SB : Meilleure performance personnelle de la saison (season's best)
- WL : Meilleure performance mondiale de l'année (world leader)
- WJR : Record du monde junior (world junior record)
- WR : Record du monde (world record)

Circonstances et Conditions
- DNF : N'a pas terminé (did not finish)
- DNS : N'a pas pris le départ (did not start)
- DQ : Disqualification (disqualification)
- NM : Aucun essai valable enregistré (No Mark)
- Q : Qualifié « directement » au prochain tour (ou à la prochaine compétition), lors d'une compétition majeure, grâce au classement ou à la réalisation des minima (automatic qualifier)
- q : Qualifié au prochain tour (ou à la prochaine compétition), lors d'une compétition majeure, grâce au repêchage ou à la réalisation de l'une des meilleures performances parmi celles des « non qualifiés directement » (grâce au meilleur temps ou à la meilleure distance par exemple) (secondary qualifier)